# 黑林山-巴尔县
黑林山-巴尔县（德語：Schwarzwald-Baar-Kreis；得名于黑林山和巴尔高原）是德国巴登-符腾堡州的一个县，隶属于弗赖堡行政区，首府菲林根-施文宁根。

## 地理
黑林山-巴尔县北面与奥尔特瑙县和罗特韦尔县，东面与图特林根县，东南面与康斯坦茨县，南面与瑞士沙夫豪森州，西南面与瓦尔茨胡特县和布赖斯高县，西面与埃门丁根县相邻。